# Nino Luarsabischwili
Nino Luarsabischwili (georgisch ნინო ლუარსაბიშვილი; * 3. Februar 1977) ist eine ehemalige georgische Tennisspielerin.

## Karriere
Als Juniorin stand Luarsabischwili auf Platz 1 der Weltrangliste.
Sie gewann während ihrer Karriere sechs Einzel- und sieben Doppeltitel des ITF Women’s Circuits. Bei den Puerto Rico Open 1993 spielte sie erstmals im Hauptfeld eines WTA-Turniers, mit Svetlana Komleva als Doppelpartner. Sie verloren in der ersten Runde gegen Amy de Lone/Erika de Lone mit 7:6, 3:6 und 1:6.
Von 1994 bis 1999 spielte sie für die georgische Fed-Cup-Mannschaft, für die sie 17 ihrer 40 Partien gewann.
Ihr letztes Turnier spielte sie 1999 in Batumi.

## Erfolge

### Einzel

#### Turniersiege
| Nr. | Datum         | Turnier        | Kategorie   | Belag     | Finalgegnerin     | Ergebnis      |
| --- | ------------- | -------------- | ----------- | --------- | ----------------- | ------------- |
| 1.  | März 1993     | Tel Aviv       | ITF $10.000 | Hartplatz | Shiri Burstein    | 6:1, 6:2      |
| 2.  | März 1993     | Ramat Hasharon | ITF $10.000 | Hartplatz | Anja Franken      | 6:2, 6:1      |
| 3.  | Juni 1994     | Prostějov      | ITF $10.000 | Sand      | Lenka Cenková     | 6:2, 6:0      |
| 4.  | Juni 1996     | Mahwah         | ITF $10.000 | Hartplatz | Vanessa Webb      | 1:6, 6:1, 6:2 |
| 5.  | Mai 1997      | Sotschi        | ITF $25.000 | Hartplatz | Jessica Steck     | 7:5, 6:0      |
| 6.  | Dezember 1998 | Ismailia       | ITF $10.000 | Sand      | Gabriela Voleková | 1:6, 6:2, 7:5 |

#### Finalteilnahmen
| Nr. | Datum         | Turnier | Kategorie   | Belag     | Siegerin          | Ergebnis      |
| --- | ------------- | ------- | ----------- | --------- | ----------------- | ------------- |
| 1.  | Januar 1994   | McAllen | ITF $10.000 | Hartplatz | Melissa Gurney    | 0:6, 4:6      |
| 2.  | Dezember 1998 | Kairo   | ITF $10.000 | Sand      | Bahia Mouhtassine | 6:3, 3:6, 2:6 |
| 3.  | Februar 1999  | Faro    | ITF $10.000 | Hartplatz | Carine Bornu      | 3:6, 3:6      |

### Doppel

#### Turniersiege
| Nr. | Datum         | Turnier        | Kategorie   | Belag     | Partnerin         | Finalgegnerinnen                           | Ergebnis       |
| --- | ------------- | -------------- | ----------- | --------- | ----------------- | ------------------------------------------ | -------------- |
| 1.  | Juni 1996     | Peachtree City | ITF $25.000 | Hartplatz | Erica Adams       | Joanne Limmer Lisa McShea                  | 6:3, 7:64      |
| 2.  | August 1996   | Roanoke        | ITF $25.000 | Hartplatz | Liezel Horn       | Rebecca Jensen Shannan McCarthy            | 6:4, 6:4       |
| 3.  | April 1997    | Pheonix        | ITF $50.000 | Hartplatz | Lea Ghirardi      | Maria José Gaidano Maria Vento-Gabchi      | 6:0, 6:2       |
| 4.  | Juni 1997     | Bordeaux       | ITF $25.000 | Sand      | Caroline Dhenin   | Maria Ferannanda Landa Marlene Weingärtner | 6:76, 6:4, 7:5 |
| 5.  | Dezember 1998 | Kairo          | ITF $10.000 | Sand      | Bahia Mouhtassine | Sabina Da Ponte Nathalie Viérin            | 7:5, 6:3       |
| 6.  | Dezember 1998 | Ismailia       | ITF $10.000 | Sand      | Bahia Mouhtassine | Ljiljana Nanušević Gabriela Volekov        | 6:3, 6:3       |
| 7.  | Juli 1999     | Sezze          | ITF $10.000 | Sand      | Charlotte Aagaard | Eva Belbl Shelley Stephens                 | 6:2, 6:2       |

#### Finalteilnahmen
| Nr. | Datum          | Turnier   | Kategorie   | Belag             | Partnerin       | Siegerinnen                                 | Ergebnis      |
| --- | -------------- | --------- | ----------- | ----------------- | --------------- | ------------------------------------------- | ------------- |
| 1.  | Mai 1997       | Sotschi   | ITF $25.000 | Hartplatz         | Kaoru Shibata   | Jewgenija Kulikowskaja Jekaterina Syssojewa | 6:3, 3:6, 0:6 |
| 2.  | Juni 1997      | Marseille | ITF $50.000 | Sand              | Caroline Dhenin | Katalin Marosi Veronica Stele               | 2:6, 6:4, 1:6 |
| 3.  | März 1998      | Rockford  | ITF $25.000 | Hartplatz (Halle) | Seda Noorlander | Surina De Beer Lindsay Lee-Waters           | 2:6, 4:6      |
| 4.  | Juni 1998      | Sotschi   | ITF $50.000 | Hartplatz         | Olena Tatarkowa | Saori Obata Kaoru Shibata                   | 6:3, 4:6, 2:6 |
| 5.  | September 1998 | Bukarest  | ITF $10.000 | Hartplatz         | Alice Pirsu     | Debby Haak Jolanda Mens                     | 3:6, 6:75     |
| 6.  | März 1999      | Albufeira | ITF $10.000 | Hartplatz         | Kristina Triska | Olga Vymetálková Gabriela Navrátilová       | 3:6, 2:6      |

## Persönliches
Bei einem Country Club in Alamo arbeitet sie als Director of Tennis.